# إرنست دونكان
إرنست دونكان (بالإنجليزية: Ernest Duncan)‏ هو رياضياتي نيوزيلندي، ولد في 25 يناير 1916، وتوفي في 25 نوفمبر 1990 بسبب ابيضاض الدم.